# Österås
Österås – miejscowość (småort) w Szwecji w gminie Sollefteå w regionie Västernorrland. Około 64 mieszkańców.